# Excelsior (Fahrzeughersteller)
Excelsior war ein französischer Hersteller von Fahrrädern, Motorrädern und Automobilen.

## Unternehmensgeschichte
Das Unternehmen aus Bourgoin-Jallieu stellte ursprünglich Fahrräder und Motorräder her. Im Jahre 1907 entstanden auch Automobile. Es ist nicht bekannt, wann das Unternehmen aufgelöst wurde.

## Automobile
Im Angebot standen sowohl Dreiräder als auch vierrädrige Kraftfahrzeuge.